# Hohendorf
Hohendorf är en ort i Wolgasts kommun i Mecklenburg-Vorpommern i Tyskland. Orten har ca 900 invånare.